# Sanniki (gemeente)
De gemeente Sanniki is een landgemeente in het Poolse woiwodschap Mazovië, in powiat Gostyniński.
De zetel van de gemeente is in Sanniki.
Op 30 juni 2004 telde de gemeente 6640 inwoners.

## Oppervlakte gegevens
In 2002 bedroeg de totale oppervlakte van gemeente Sanniki 94,57 km², waarvan:
- agrarisch gebied: 88%
- bossen: 5%

De gemeente beslaat 15,36% van de totale oppervlakte van de powiat.

## Demografie
Stand op 30 juni 2004:
| Omschrijving                   | Totaal | Totaal | Vrouwen | Vrouwen | Mannen | Mannen |
| ------------------------------ | ------ | ------ | ------- | ------- | ------ | ------ |
| eenheid                        | aantal | %      | aantal  | %       | aantal | %      |
| inwoners                       | 6640   | 100    | 3435    | 51,7    | 3205   | 48,3   |
| bevolkingsdichtheid (inw./km²) | 70,2   | 70,2   | 36,3    | 36,3    | 33,9   | 33,9   |

In 2002 bedroeg het gemiddelde inkomen per inwoner 1222,33 zł.

## Plaatsen
Aleksandrów •
Brzezia •
Brzeziny •
Czyżew •
Działy •
Krubin •
Lasek •
Lubików •
Lwówek •
Mocarzewo •
Nowy Barcik •
Osmolin •
Osmólsk Górny •
Sielce •
Staropol •
Stary Barcik •
Szkarada •
Wólka Niska •
Wólka Wysoka

## Aangrenzende gemeenten
Gąbin, Iłów, Kiernozia, Pacyna, Słubice